# تحسين جميل
تحسين جميل (من مواليد 21 سبتمبر 1943) هو مؤرخ ومترجم ودبلوماسي وسياسي روماني. شغل منصب عضو في مجلس النواب بين عامي 1990 و1996، وكان سفيرًا في أذربيجان (1998-2003) وفي تركمانستان (منذ 2004). قام بتأليف أكثر من 100 كتابٍ ومصنَّفٍ عن الدولة العثمانية والتاريخ الروماني، وقد ترجم وثائق مكتوبة باللغة التركية العثمانية إلى الرومانية. هو أستاذ في جامعة أوفيديوس في كونستانتا.

## الحياة والوظيفة
وُلِد جميل في مدينة مجيدية لعائلة مسلمة من عرقية التتار، وأكمل دراسته الابتدائية والثانوية في بلدته الأصلية ، وتخرج من كلية التاريخ والفلسفة في جامعة ياش (1965) حيث حصل لاحقًا على درجة الدكتوراه. تم تعيينه في معهد سينوبول للتاريخ وعلم الآثار في ياش، ولاحقًا في معهد نيكولاي لورجا للتاريخ في بوخارست. درس جميل لغة تتر القرم والرومانية، اللغة التركية العثمانية والحديثة والتركمان والأذربيجانية، بالإضافة إلى إجادته للغة الإنجليزية والفرنسية والأوزبكية والكازاخستانية والقرغيزية.
في الأشهر التي أعقبت ثورة 1989، انضم إلى سلطة الحكم المؤقتة الجديدة، التي تم إنشاؤها حول جبهة الإنقاذ الوطني. بعد الانتخابات التشريعية لعام 1990، مثل مقاطعة كونستانتا في الحكومة، حيث كان يجلس مع مجموعة الاتحاد الديمقراطي التركي، ويعمل في لجنة التعليم والعلوم والشباب والرياضة، وكذلك في لجنة حقوق الإنسان والشؤون الدينية وقضايا الأقليات القومية. كان من بين الأعضاء المؤسسين للاتحاد الديمقراطي للتتار التركيين الإسلاميين في رومانيا، وأول رئيس له، أعيد انتخابه لنفس الدائرة الانتخابية في عام 1992 (وبعد ذلك كان جميل أمينًا للجنة التعليم). وكان من بين أعضاء البرلمان في الوفد الموفد إلى منظمة التعاون الاقتصادي للبحر الأسود.

## الحياة الخاصة
تحسين جميل متزوج من نافية جميل، وأنجب طفلة (ولدت عام 1970).

## روابط خارجية
- تركمانستان. السفارات والبعثات والمنظمات الدولية الأجنبية في موقع سفارة الولايات المتحدة في عشق أباد
- "Gemil Tasin / Джамил Тасин"، في تركمانستان / تتارلار